# AMX-40
AMX-40 – francuski czołg podstawowy zaprojektowany przez przedsiębiorstwo GIAT na początku lat 80. XX wieku z przeznaczeniem głównie na eksport. Był wersją rozwojową swojego poprzednika – czołgu AMX-30 – znacznie ulepszoną pod względem opancerzenia, manewrowości i siły ognia. AMX-40 wyposażono w laserowy dalmierz, stabilizator działa oraz sprzęt noktowizyjny do prowadzenia walk w nocy.
Ciekawie rozwiązano problem amunicji: przedział amunicji, znajdujący się w wieży, jest otoczony specjalnymi przegrodami. W razie trafienia siła wybuchu amunicji skierowana jest w górę, co do pewnego stopnia chroni załogę wewnątrz. Armia francuska aż do pojawienia się Leclerca korzystała jednak głównie z czołgów AMX-30. Załogę AMX-40 stanowią cztery osoby, tak jak w wypadku większości współczesnych czołgów średnich i ciężkich – dowódca, kanonier, ładowniczy i kierowca.